# Babaef
Babaef (másik olvasat: Hnumbaef; b3-b3=f / ẖnm.w-b3.f) ókori egyiptomi vezír volt a IV. dinasztia idején. Valószínűleg Duaenré herceg és vezír fia, így Hafré fáraó unokája. Unokatestvére, Sepszeszkaf uralkodása alatt töltötte be pozícióját.

## Sírja
Babaef sírja a gízai G 5230 (= LG 40). A sírban Babaefet többek közt hercegként, nemesként, a király egyetlen társaként, a király munkálatainak felügyelőjeként, főbíróként, vezírként, fő felolvasópapként, a tjehenui Hórusz papjaként, a trón szolgájaként említik. 1914-ben tárták fel. A sír nem díszített, de a szerdábban számos nagy méretű mészkőszobrot találtak, a sír nyugati részén pedig számos más, gránit-, diorit- és alabástromszobor darabjait, összesen legalább tizenhármat. Közülük több fejetlen volt, de párat sikerült helyreállítani. A szobrok a bostoni Szépművészeti Múzeumban, a New York-i Metropolitan Művészeti Múzeumban és a bécsi Szépművészeti Múzeumban vannak. Babaef gránitszarkofágja a kairói Egyiptomi Múzeumban található.

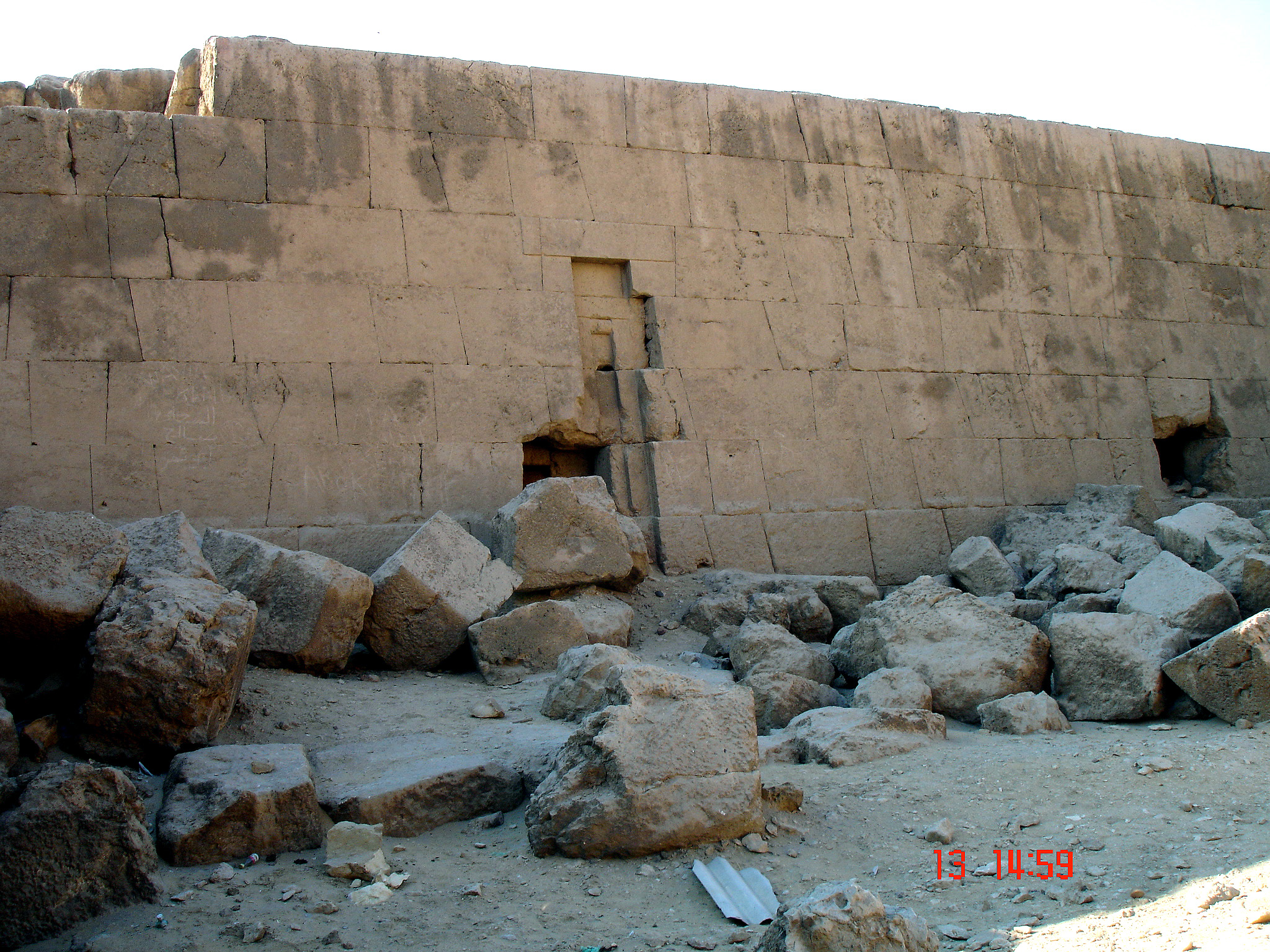
Babaef sírja, a G 5230
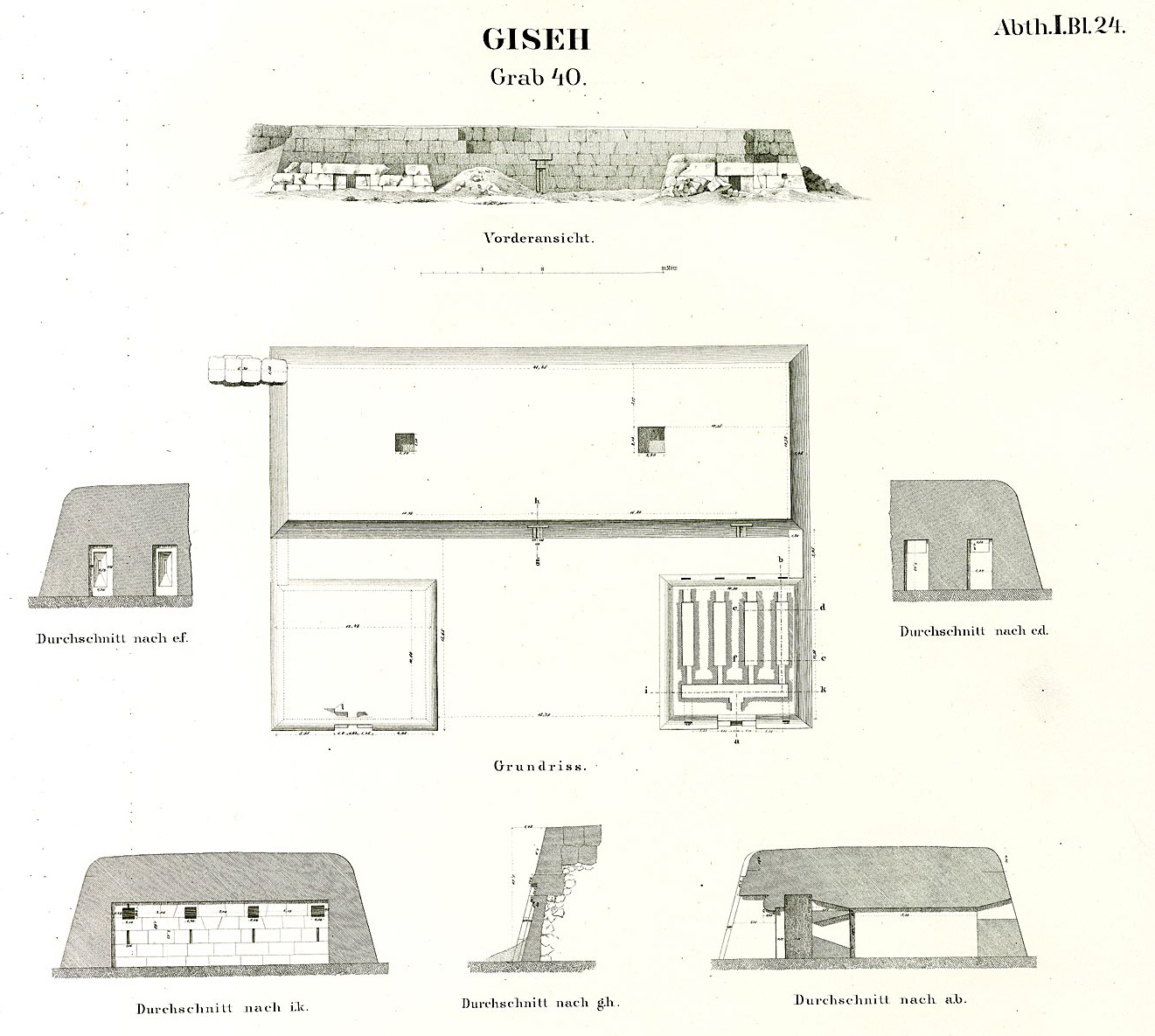
A sír homlokzati nézete és alaprajza (Lepsius)
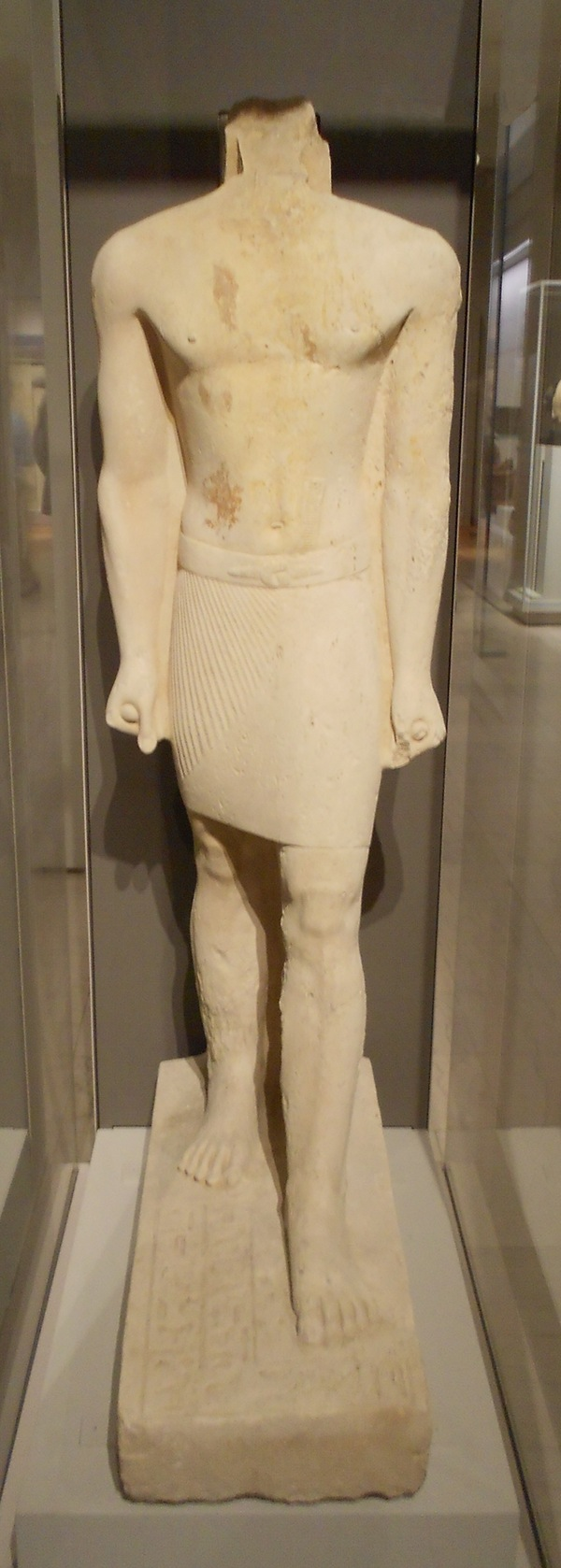
Babaef álló mészkőszobra

## Fordítás
- Ez a szócikk részben vagy egészben  a   Babaef (Wesir) című német Wikipédia-szócikk ezen változatának fordításán alapul.  Az eredeti cikk szerkesztőit annak laptörténete sorolja fel. Ez a jelzés csupán a megfogalmazás eredetét és a szerzői jogokat jelzi, nem szolgál a cikkben szereplő információk forrásmegjelöléseként.